# زبان‌های بیو ماندارا
زبان‌های بیو ماندارا، شاخه‌ای از زبان‌های آفریقایی-آسیایی ست که در شمال شرق نیجریه، شمال کامرون و برخی نقاط چاد به آن صحبت می‌کنند.

## زبان‌ها
زبان‌های بیو ماندارا، از ۷۸ زبان تشکیل شده که در ۱۱ گروه و در ۳ شاخه قرار دارند